# الشياظمة (لهراويين)
الشياظمة هو دُوَّار يقع بجماعة الهراويين، إقليم مديونة، جهة الدار البيضاء سطات في المملكة المغربية. ينتمي الدوّار لمشيخة لهراويين التي تضم 3 دواوير. يقدر عدد سكانه بـ 679 نسمة حسب الإحصاء الرسمي للسكان والسكنى لسنة 2004.

## روابط خارجية
- البوابة الوطنية للجماعات الترابية
- المندوبية السامية للتخطيط